# Milred
Milred est un prélat anglais du VIIIe siècle. Il est évêque de Worcester pendant une trentaine d'années jusqu'à sa mort, en 774.

## Biographie
Milred devient évêque de Worcester entre 743 et 745. C'est en cette qualité qu'il assiste au concile de Clofesho en 747. Quelques années plus tard, en 753 ou 754, il se rend en Germanie pour y rencontrer les missionnaires anglo-saxons Boniface et Lull. Il subsiste une lettre adressée par l'évêque à Lull à propos du martyre de Boniface, survenu en 754, qui témoigne de sa grande érudition, avec des allusions à Virgile et Horace.
L'œuvre majeure de Milred est un recueil d'épigrammes et d'épitaphes de religieux anglo-saxons. Il n'en subsiste presque rien : un manuscrit du Xe siècle, peut-être copié à l'abbaye de Malmesbury, n'existe plus en dehors d'une page conservée à l'université de l'Illinois à Urbana-Champaign. Une autre partie de ce manuscrit perdu a été recopiée au XVIe siècle par l'antiquaire anglais John Leland.
La Chronique anglo-saxonne mentionne le décès de Milred en 774.